# Stejnopohlavní soužití v zámořských územích Spojeného království
Ze 14 zámořských území Spojeného království jich 7 - Akrotiri a Dekelia, Bermudy, Britské antarktické území, Britské indooceánské území, Falklandy, Gibraltar, Pitcairnovy ostrovy a také Ascension jako součást souostroví Svatá Helena, Ascension a Tristan da Cunha - legalizovalo sňatky párů stejného pohlaví. Na vojenských základnách Akrotiri a Dekelia smí uzavřít manželství nebo registrované partnerství pouze britský vojenský nebo civilní personál. Kajmanské ostrovy uznávají stejnopohlavní manželství pouze pro imigrační účely. V této oblasti dávají párům stejného pohlaví jenom omezené právní uznání. Bermudy umožňují homosexuálním párům také společnou adopci dětí.
4 zámořská území Spojeného království stejnopohlavní svazky neuznávají a dva z nich mají stejnopohlavní manželství zakázané prostřednictvím ústavní definice manželství jako svazku muže a ženy.

## Přístup jednotlivých území
| Vlajka                                          | Název                                      | Lokace                                      | Komentáře |
| ----------------------------------------------- | ------------------------------------------ | ------------------------------------------- | --- |
| Stejnopohlavní manželství                       |                                            |                                             | |
|                                                 | Akrotiri a Dekelia                         | Kypr, Středozemní moře                      | Stejnopohlavní manželství je na vojenských základnách legální pouze pro britský vojenský personál od 3. června 2014. První stejnopohlavní manželství bylo uzavřené na Dekelii 10. září 2016. Registrované partnerství bylo vojenskému a civilnímu personálu zpřístupněné od 7. prosince 2005. |
|                                                 | Bermudy                                    | Severní Atlantik                            | 5. května 2017 vydal Nejvyšší soud Bermud rozhodnutí legalizující stejnopohlavní manželství. Bermudy se staly první zemí na světě, která zrušila manželství osob stejného pohlaví. Zákon podepsal guvernér John Rankin 7. února 2018. |
|                                                 | Britské antarktické území                  | Antarktida                                  | Vyhlášku legalizující stejnopohlavní manželství podpořil komisař Peter Hayes 13. října 2016. Účinnou se stala ten samý den. |
|                                                 | Britské indooceánské území                 | Indický oceán                               | Stejnopohlavní manželství je legální v Britském indooceánském území od 3. června 2014. Vyhláška legalizující takové manželství byla přijata Soukromou radou Spojeného království 28. dubna 2014. |
|                                                 | Falklandy                                  | Jižní Atlantik                              | 30. března 2017 přijali falklandští zákonodárci návrh novely manželství v poměru hlasů 7:1. Návrh se momentálně nachází ve fázi čekání královský souhlas. |
|                                                 | Gibraltar                                  | Pyrenejský poloostrov, Kontinentální Evropa | V lednu 2014 byl publikován návrh zákona o registrovaném partnerství (2014)' pro účely komunitní konzultace následující předložení gibraltarskému parlamentu. 21. března byl tento návrh přijat parlamentem bez jakékoli výrazné opozice. 25. března jej podepsala královna. Zákon a s ním související změny a regulace se stal účinným 28. března. Zákon umožňuje párům žijícím v registrovaném partnerství také osvojení dětí, jak potvrdil soud v r. 2013. 26. října 2016 byl gibraltarským parlamentem jednomyslně přijat návrh novely občanských sňatků, tedy legalizující stejnopohlavní manželství. 1. listopadu 2016 jej podepsala královna a účinným se stal 15. prosince 2016. |
|                                                 | Pitcairnovy ostrovy                        | Tichý oceán                                 | Stejnopohlavní manželství je na Pitcairnových ostrovech legální od 14. května 2015. |
| Částečná legalizace stejnopohlavního manželství |                                            |                                             | |
|                                                 | Svatá Helena, Ascension a Tristan da Cunha | Jižní Atlantik                              | Stejnopohlavní manželství je legální na Ascensionu. Vyhlášku legalizující jej přijala jednomyslně Rada Ascensionu 31. května 2016. Podepsána byla guvernérem a publikována v promulgačním listu 20. června. 23. prosince 2016 vydal guvernér nařízení k uplatňování nové legislativy od 1. ledna 2017. Stejnopohlavní manželství se chystá v brzké budoucnosti legalizovat i Tristan da Cunha. 23. února 2017 se po konzultaci s guvernérem Svaté Heleny a Radou Tristanu da Cunha došlo k závěru, že zákon legalizující stejnopohlavní sňatky umožní párům žijícím v něm i adopci dětí. Svatá Helena momentálně nedává stejnopohlavním párům žádný právní status. V lednu 2017 požádal homosexuální pár Svatou Helenu o uzavření sňatku. Příslušný úřad byl v procesu získávání právních rad, jak postupovat (existující manželská vyhláška z r. 1851 neobsahuje jednoznačný postoj ke stejnopohlavnímu manželství), když dva zástupci veřejnosti podali ke sňatku námitky. Následně se úřad odvolal k Nejvyššímu soudu ke konečnému rozhodnutí. První slyšení u Nejvyššího soudu Svaté Heleny se konalo 23. února 2017. |
|                                                 | Svatá Helena, Ascension a Tristan da Cunha | Jižní Atlantik                              | Stejnopohlavní manželství je legální na Ascensionu. Vyhlášku legalizující jej přijala jednomyslně Rada Ascensionu 31. května 2016. Podepsána byla guvernérem a publikována v promulgačním listu 20. června. 23. prosince 2016 vydal guvernér nařízení k uplatňování nové legislativy od 1. ledna 2017. Stejnopohlavní manželství se chystá v brzké budoucnosti legalizovat i Tristan da Cunha. 23. února 2017 se po konzultaci s guvernérem Svaté Heleny a Radou Tristanu da Cunha došlo k závěru, že zákon legalizující stejnopohlavní sňatky umožní párům žijícím v něm i adopci dětí. Svatá Helena momentálně nedává stejnopohlavním párům žádný právní status. V lednu 2017 požádal homosexuální pár Svatou Helenu o uzavření sňatku. Příslušný úřad byl v procesu získávání právních rad, jak postupovat (existující manželská vyhláška z r. 1851 neobsahuje jednoznačný postoj ke stejnopohlavnímu manželství), když dva zástupci veřejnosti podali ke sňatku námitky. Následně se úřad odvolal k Nejvyššímu soudu ke konečnému rozhodnutí. První slyšení u Nejvyššího soudu Svaté Heleny se konalo 23. února 2017. |
|                                                 | Svatá Helena, Ascension a Tristan da Cunha | Jižní Atlantik                              | Stejnopohlavní manželství je legální na Ascensionu. Vyhlášku legalizující jej přijala jednomyslně Rada Ascensionu 31. května 2016. Podepsána byla guvernérem a publikována v promulgačním listu 20. června. 23. prosince 2016 vydal guvernér nařízení k uplatňování nové legislativy od 1. ledna 2017. Stejnopohlavní manželství se chystá v brzké budoucnosti legalizovat i Tristan da Cunha. 23. února 2017 se po konzultaci s guvernérem Svaté Heleny a Radou Tristanu da Cunha došlo k závěru, že zákon legalizující stejnopohlavní sňatky umožní párům žijícím v něm i adopci dětí. Svatá Helena momentálně nedává stejnopohlavním párům žádný právní status. V lednu 2017 požádal homosexuální pár Svatou Helenu o uzavření sňatku. Příslušný úřad byl v procesu získávání právních rad, jak postupovat (existující manželská vyhláška z r. 1851 neobsahuje jednoznačný postoj ke stejnopohlavnímu manželství), když dva zástupci veřejnosti podali ke sňatku námitky. Následně se úřad odvolal k Nejvyššímu soudu ke konečnému rozhodnutí. První slyšení u Nejvyššího soudu Svaté Heleny se konalo 23. února 2017. |
| Stejnopohlavní soužití není uznávané            |                                            |                                             | |
|                                                 | Anguilla                                   | Karibik, Severní Atlantik                   | Stejnopohlavní manželství není na Anguille legální navzdory faktu, že se na tomto gay-friendly ostrově běžně pořádají svatební obřady tohoto typu. |
|                                                 | Britské panenské ostrovy                   | Karibik, Severní Atlantik                   | Stejnopohlavní manželství není na Britských panenských ostrovech legální podle tamních zákonů. Britské panenské ostrovy tvoří společnost s obrovskou mírou religionizity, a tudíž není žádný prostor pro diskuze na toto téma mezi zdejšími zákonodárci. Církevní představitelé několikrát indikovali odpor k možnému přijetí takové legislativy a i političtí představitelé nejsou tomuto příliš nakloněni. Vláda Jejího veličenstva potvrdila, že se nepokusí narušovat suverenitu souostroví ve věci stejnopohlavního manželství. Nicméně ústava zakazuje homofobní diskriminaci. |
|                                                 | Kajmanské ostrovy                          | Karibik, Severní Atlantik                   | Nová ústava přijatá v červnu 2009 říká, že by vláda "měla respektovat" právo každého svobodného muže a svobodné ženy věku způsobilého pro vstup do manželství definovaném zákonem svobodně uzavřít sňatek s osobou opačného pohlaví a založit rodinu. Ústava však nedefinuje přímo samotný pojem manželství, čímž stejnopohlavní manželství nezakazuje. Po rozhodnutí Odvolacího imigračního tribunálu ze 7. července 2016 jsou uznávána zahraniční stejnopohlavní manželství pro účely získávání práva trvalého pobytu a pracovního pobytu pro stejnopohlavního manžela. |
|                                                 | Jižní Georgie a Jižní Sandwichovy ostrovy  | Jižní Atlantik                              | |
| Ústavní zákaz                                   |                                            |                                             | |
|                                                 | Montserrat                                 | Karibik, Severní Atlantik                   | Montserrat (2010) Stejnopohlavní manželství není na Montserratu legální. Článek 10(1) ústavy říká: Bez ohledu na okolnosti jmenované sekcí 16 má každý svobodný muž a každá svobodná žena věku způsobilosti ke vstupu do manželství (definovaný zákonem) právo na uzavření sňatku s osobou opačného pohlaví a založení rodiny. |
|                                                 | Turks a Caicos                             | Karibik, Severní Atlantik                   | Turks a Caicos (2011) Turks a Caicos neuznávají stejnopohlavní svazky. Článek 10 ústavy říká: Každý svobodný muž a každá svobodná žena věku způsobilosti ke vstupu do manželství (definovaný zákonem) má právo na uzavření sňatku s osobou opačného pohlaví a založení rodiny. |